# Ellen Taaffe Zwilich
Ellen Taafe Zwillich (Miami, 30 april 1939) is een Amerikaans componiste en muziekpedagoog.

## Levensloop
Zwillich deed haar muziekstudies aan het College of Music van de Florida State University in Tallahassee en promoveerde aan de Juilliard School of Music in New York. Zij studeerde onder andere bij Elliott Carter en Roger Sessions. Zij was geruime tijd violiste in het American Symphony Orchestra onder de dirigent Leopold Stokowski. Internationale faam kreeg zij met haar Symphony no. 1 "Three movements for Orchestra", waarmee zij in 1983 de Pulitzer-prijs won. Haar Symphony no. 2 ging met Edo de Waart en het San Francisco Symphony Orchestra in première.
In 1998 was zij huiscomponiste van de Carnegie Hall in New York.
Zij kreeg als eerste vrouwelijke componist de befaamde Pulitzer-prijs, in 1983, en won ook nog andere belangrijke prijzen, zoals de Elizabeth Sprague Coolidge Chamber Music Prize, de Arturo Toscanini Music Critics Award, de Ernst von Dohnányi Citation, de Academy Award van de American Academy of Arts and Letters.

## Composities

### Werken voor orkest

#### Symfonieën
- 1982 Symfonie nr.1 - "Three Movements for Orchestra" (Zwillich won met deze compositie de Pulitzer Prijs in 1983)
- 1985 Symfonie nr. 2 - "Cellosymphony"
- 1992 Symphony nr. 3
- 1999 Symphony No. 4 "The Gardens"
- 2008 Symphonie nr. 5 - "Concerto voor orkest"

#### Concerten voor instrumenten
- 1986 Concerto, voor piano en orkest
- 1986 Images, voor twee piano's en orkest
- 1988 Concerto, voor trombone en orkest
- 1989 Concerto, voor bastrombone, strijkers, en slagwerk
- 1989 Concerto, voor fluit en orkest
- 1990 Concerto, voor hobo en orkest
- 1991 Concerto, voor viool, cello en orkest
- 1992 Concerto, voor fagot en orkest
- 1993 Concerto, voor hoorn en strijkorkest
- 1993 Romance, voor viool en kamerorkest
- 1994 American Concerto, voor trompet en orkest
- 1995 Triple Concerto, voor piano, viool, cello en orkest
- 1996 Peanuts® gallery, voor piano en kamerorkest
- 1997 Concerto, voor viool en orkest
- 2000 Millennium fantasy, voor piano en orkest
- 2000 Partita, voor viool en strijkorkest
- 2002 Clarinet Concerto, voor solo klarinet en orkest
- 2003 Rituals, voor vijf slagwerkers en orkest
  1. Invocation
  2. Ambulation
  3. Remembrances
  4. Contests
- 2011 Shadows, voor piano en orkest
- 2012 Commedia dell’Arte, voor viool en strijkorkest

#### Andere werken voor orkest
- 1973 Symposium, voor orkest
- 1982 Passages, voor orkest
- 1983 Prologue and Variations, voor strijkorkest
- 1984 Celebration, voor orkest
- 1985 Concerto Grosso
- 1988 Symbolon, voor orkest
- 1993 Fantasy, voor orkest
- 1996 Jubilation Overture
- 1998 Upbeat!, voor orkest
- 2001 Openings, voor orkest

### Werken voor harmonieorkest
- 1988 Ceremonies for Concert Band
- 1989 Symphony for Winds

### Toneelwerken
- 1983 Tanzspiel, ballet in vier scènes

### Werken voor koor
- 1986 Thanksgiving Song, voor gemengd koor en piano
- 1991 One Nation - Reflections on the "Pledge of Allegiance", voor gemengd koor en orkest
- 1994 A Simple Magnificat, voor gemengd koor en orgel
- Immigrant Voices, voor gemengd koor, koperblazers, pauken en strijkers

### Vocale muziek
- 1971 Einsame Nacht, liederencyclus voor bariton en piano
  1. Über die Felder
  2. Wie sind die Tage schwer
  3. Schicksal
  4. Elisabeth
  5. Wohl Lieb ich die finstre Nacht
  6. Mückenschwarm
- 1972 Im Nebel, voor alt en piano
- 1974 Trompeten, voor sopraan en piano
- 1978 Emlékezet, voor sopraan en piano

### Kamermuziek
- 1973-1974 Sonata, voor viool en piano
- 1974 Strijkkwartet no. 1
- 1977 Clarinet Quintet, voor vier klarinetten
- 1979 Chamber Symphony, voor fluit (ook: piccolo), klarinet (ook: basklarinet), viool, altviool, cello en piano
- 1981 Passages
- 1982 Trio, voor viool, altviool en cello
- 1983 Divertimento, voor fluit, klarinet, viool en cello
- 1983 Intrada
- 1984 Concerto, voor trompet en vijf instrumenten (fluit, klarinet, slagwerk, contrabas en piano)
- 1984 Double Quartet, voor strijkers
- 1987 Trio, voor viool, cello en piano
- 1990 Quintet, voor klarinet en strijkkwartet
- 1993 Romance, voor viool en piano
- 1998 Strijkkwartet no. 2
- 2000 Lament, voor cello en piano
- 2003 Episodes, voor viool en piano
- 2004 Quartet, voor hobo en strijkers
- 2007 Quintet, voor altsaxofoon en strijkkwartet
- 2008 Septet, voor Piano Trio en strijkkwartet
- 2010 Quintet, voor viool, altviool, cello, contrabas en piano (2010)
- 2012 Voyage, voor strijkkwartet
- Juba

### Werken voor orgel
- 1987 Praeludium

### Werken voor klavecimbel
- 1983 Fantasy

### Werken voor piano
- 1996 Lullaby for Linus
- 1996 Snoopy Does the Samba
- 1999 Lament